# Thamnium baculiferum
Thamnium baculiferum là một loài rêu trong họ Neckeraceae. Loài này được Dixon mô tả khoa học đầu tiên năm 1915.